# La Matilla (Las Palmas)
La Matilla es una localidad española perteneciente al municipio de Puerto del Rosario, en la isla de Fuerteventura, provincia de Las Palmas, comunidad autónoma de Canarias. Tiene una superficie de 6 km² con una población de 150 habitantes (INE 2010) y una densidad de 25 hab/km².

## Turismo
El pueblo cuenta con varios senderos en la montaña de la Muda, donde hay fuentes naturales y grandes vistas. 
Destaca también la iglesia parroquial de Nuestra Señora del Socorro del siglo XVIII y ampliada en el XIX. En el retablo del altar mayor destacan dos pinturas barrocas representativas, una de la Virgen de la Peña (patrona de Fuerteventura) y la otra de la Virgen de Candelaria (patrona de Canarias).

## Fiestas
Las fiestas se celebran el segundo domingo del mes de agosto. La patrona es Nuestra Señora del Socorro. Se hace una peregrinación a Casillas de Morales en honor a San Roque.